# Пилея Спруса
Пилея Спруса (лат. Pilea spruceana) — вид растений рода Пилея (Pilea) семейства Крапивные (Urticaceae), произрастающий на территории Эквадора, Перу и Федеральных владений Венесуэлы. Растёт в основном во влажных тропических биомах.

## Название
Родовое латинское название Pilea происходит от лат. pileus — «войлочная шляпка», из-за чашелистика, покрывающей семянку.
Видовой латинский эпитет дан в честь британского ботаника Ричарда Спруса (Richard Spruce, 1817—1893).

## Описание
Травянистое растение, достигающее высоты до 30 см. Его стебли обладают хорошей ветвистостью и быстрым ростом.
Цветки мелкие, размером до 1-2 мм, зелёного цвета. Они собраны в небольшие соцветия. Растение цветёт в течение всего года.
Этот вид является основой для создания нескольких широко распространённых гибридов, например, «Норфолк» и «Бронза». Различные сорта отличаются в расцветке и форме листьев. Например, поверхность листьев может быть сильно морщинистой, с бронзовым оттенком и серебристой полосой вдоль центральной жилки, а на краях иметь серебристые пятнышки. Другой вариант — ярко-зелёная морщинистая поверхность с буграми и тёмно-бордовыми линиями, идущими по жилкам. Общими чертами для этого вида являются морщинистость и опушённость, а с обратной стороны листья имеют красноватый оттенок.

## Таксономия
Pilea spruceana Wedd., первое упоминание в A.P.de Candolle, Prodr. 16(1): 161 (1869).

### Синонимы
Гомотипные (основанные на одном и том же номенклатурном типе):
- Adicea spruceana (Wedd.) Kuntze (1891)